# Parco Candler
Il parco Candler è un parco cittadino di 55 acri, pari a 223.000 m², situato in Atlanta, Georgia, all'altezza del 585 di Candler Park Drive. Il suo nome è in onore di Asa Candler che donò il terreno alla città nel 1922. Candler Park è anche il nome del quartiere che lo circonda.
Si trova nella parte di città verso la contea di DeKalb, attorno a Lake Claire, Inman Park e Druid Hills. Al suo interno sono compresi un campo da golf da nove buche, una piscina, un campo da calcio, uno di pallacanestro, vari campi da tennis e un parco giochi. L'omonimo quartiere è sede originale del Flying Biscuit, uno dei più popolari brunch spots di Atlanta.
Il Candler Park Historic District è stato menzionato dal National Register of Historic Places dell'8 settembre 1983, e in seguito il 17 marzo 2005 per espansione dei propri confini. Include parte del lago Claire.